# Вулиця Вернадського (Львів)
Вулиця Володимира Вернадського — вулиця в Сихівському районі міста Львова, місцевість Сихів та Боднарівка. На крайньому півдні Сихова сполучає вулиці Гориня та Антонича. Прилучається вулиця Ґрунтова. У 2011–2012 роках до Чемпіонату Європи з футболу 2012 від автовокзалу на Стрийській почали будувати Проспект Вернадського, який би мав пролягати з Боднарівки до Сихова і з'єднуватися там з наявною вулицею. Планувалося, що він матиме по дві смуги в кожному напрямку і велодоріжку; на центральній роздільній смузі мала б пролягти трамвайна лінія — частина маршруту від вулиці Княгині Ольги на Сихів. Через брак фінансування роботи не завершили, відтак вулиця складається з двох частин:
- чотирисмугової (по дві в кожен бік) від Стрийської до Лева Броварського (під'їзної вулиці до стадіону Арена Львів);
- двосмугової від Гориня до Антонича на Сихові.

Утворена в 1989 році і названа на честь українського вченого Володимира Вернадського.
Забудова на Сихові — 5- і 9-поверхова, переважно збірні залізобетонні конструкції, 1980-1990-х років.